# 袁承志
袁 承志（えん しょうし、拼音: Yuán Chéngzhì）は、金庸の武俠小説、『碧血剣』に登場する架空の人物。作中では袁崇煥の息子という設定になっており、疑心暗鬼から父を処刑した明の崇禎帝、および漢民族に敵対する清の皇帝ホンタイジに復讐を誓う。なお、史実では袁崇煥の息子・袁文弼は漢民族でありながら清に仕え功績を挙げているが、本作ではそのことには全く触れられてはいない。また、袁承志もホンタイジと会談した際、「自分には兄弟はいない」と発言している。

## 性格
性格は生真面目で誠実。非常に礼儀正しく謙虚であり、年長者からの受けが極めて良い。また崇禎帝やホンタイジに復讐を誓ってはいるが、決して私情を優先させるのではなく、優先順位の高い方を判断する能力もある。
欠点は、幼少期より華山にこもり修行に明け暮れていたため、女心には極端にうといこと。明らかに男装の美少女としか見えない夏青青を男だと思っており、あげく「江湖では男も化粧をする」と思い込んでいた。これらを除けばとりたてて性格に難はないものの、恋人の夏青青からは「生真面目すぎて少しつまらない」と言われたこともある。しかし、嫉妬から自分につらくあたる青青に対し、「自分は持病を持っていて、人に怒られると、気脈が乱れて死んでしまう」と華山派の混元功で実際に気脈を乱し、迫真の演技をするという茶目っ気もある。
ことに人望は高く、若くして盟主に推薦され、また多くの人間に敬意を抱かせる、ある種の威厳を持っている。

## 生涯
作中の記述から、1623年生まれ。7歳の時点で父・袁崇煥が処刑されると、父の家来たちに養育され武芸を学ぶ。10歳になると華山派に入門し、本格的に武芸を学ぶ。この修行期間、華山派の穆人清からのみならず、師弟関係にはないが、穆人清の友人である木桑道人から軽功と暗器を学ぶ。このとき、木桑道人が袁承志を弟子にしなかったのは、弟子にしてしまうと鉄剣門の間の複雑なしがらみを抱えなくてはならなくなるため。
1644年、修行を終えると、李自成に協力すべく華山を下りる。そこで、のちに恋人になる夏青青という知己を得、また実質的に師父である金蛇郎君との因縁に巻き込まれる。そして、金蛇郎君の残した宝の地図から莫大な財宝を得ると、明を倒すべくこれを李自成の軍資金にする。
ホンタイジ、崇禎帝らが相次いで死去し、北京が陥落すると清廉だった李自成の人柄が変わってしまう。これにショックを受け、李自成の軍を辞する。最終的に仲間たちと新天地を目指して旅に出た。
彼の弟子である何鉄手や、阿九、師兄である帰辛樹らは『鹿鼎記』に登場するものの、袁承志自身は『碧血剣』以外の作品には登場しておらず、その後の足取りは不明。

## 武功
華山派の穆人清が生涯にたった三人しか取らなかった弟子たちのうち、最後の一人。若年ではあるが、穆人清の直弟子であるため華山派の序列はかなり高く、10歳以上年上の相手からも「師叔」と呼ばれている。それだけの能力は十分にあり、華山派に入門する前、大人の協力と武器を使ってではあるが虎を倒している。さらに、わずか10歳ながら華山派の「伏虎掌法」を学び、一人で豹を倒すほどの腕前に成長している。それだけの才能を持っているため、華山を降りた20歳ごろには互角に戦える相手すらめったに登場することはなかった。そのため何鉄手、帰辛樹、玉真子などの相手を除けば、ほとんど苦戦はしていない。
自分が強いのみならず、指導力にもかなりのものがあり、短時間の指導で自分より年上の甥弟子を急成長させたりしている。ただ、戦略などは特に勉強しておらず、戦場の指揮官としての能力は高くない。
華山派の武術
混元功(こんげんこう)
華山派に伝わる独自の内功。通常、内功の修行は呼吸法を重視し、鎮座して行うが、混元功の修行においては混元掌という掌法を修行することによって習得する。習得に相当な時間がかかるという欠点があるが、内功と外功を同時に修行することで技には自然に気が込められ、習得してしまえば絶大な威力を発揮する。また、修行中に気が暴走するおそれがなく、方法論としても安全性が高い。
袁承志の場合は少年期から山にこもり、俗世のことに惑わされることのない環境で10年の歳月をかけ、ようやく混元功を大成させている。
華山剣法(かざんけんぽう)
剣術の名門と称される、華山派に伝わる剣法。他の流派は、師匠がある程度出し惜しみをするので代々衰えていくという傾向があるが、華山派は師匠が全てを伝授する。それだけに非常に奥深く幅広い。
神行百変（しんこうひゃっぺん）
鉄剣門に伝わる軽功。木桑道人から指導を受ける。名前の通り、幾通りもの変化をする軽功で、華山派のものより優れている。のち、『鹿鼎記』の主人公、韋小宝もこの神行百変を習得している。
金蛇秘笈(きんじゃひきゅう)
金蛇郎君こと夏雪宜が残した武芸の秘伝書。袁承志は、華山に隠されていた金蛇郎君の遺体を偶然に発見し、遺書に従って埋葬した際、これを取得した。内容的には既存の武芸の定石に反するかのような技、ありていに言えば正統派ではない外道な技が書かれているが、その威力は極めて高い。これを熟読した袁承志はこれほどの武芸を考案した金蛇郎君に敬意を抱き、実質的な師匠として尊敬している。
金蛇剣法(きんじゃけんぽう)
金蛇秘笈に書かれている剣法。通常の剣でも使用は可能だが、金蛇剣という特別な剣を使うことを前提に作られている。この金蛇剣はもともと五毒教の秘宝であり、鉄をも軽々と切り裂くことができる。刀身は蛇矛のようにくねっており、剣先は蛇の舌のように二股に分かれている。この剣先を使って突き刺す、相手の武器をひっかけると言った、通常の剣より幅の広い使い方ができる。

## 家系図
|        |        |        |        |        |        |        |        |  |  |        |        |        |        |        |        |        |        |        |        |        |        |        |        |  |  |        |        |        |        |        |        |  |  |        |        |        |        |        |        |  |  |  |  |  |  |  |  |  |  |  |  |  |  |  |  |  |  |  |  |  |  |  |  |  |  |  |  |  |  |  |  |
|        |        |        |        |        |        |        |        |  |  |        |        |        |        |        |        |        |        |        |        |        |        |        |        |  |  |        |        |        |        |        |        |  |  |        |        |        |        |        |        |  |  |  |  |  |  |  |  |  |  |  |  |  |  |  |  |  |  |  |  |  |  |  |  |  |  |  |  |  |  |  |  |
|        |        | 温方達 | 温方達 | 温方達 | 温方達 | 温方達 | 温方達 |  |  | 温方義 | 温方義 | 温方義 | 温方義 | 温方義 | 温方義 |        |        | 温方山 | 温方山 | 温方山 | 温方山 | 温方山 | 温方山 |  |  | 温方施 | 温方施 | 温方施 | 温方施 | 温方施 | 温方施 |  |  | 温方悟 | 温方悟 | 温方悟 | 温方悟 | 温方悟 | 温方悟 |  |  |  |  |  |  |  |  |  |  |  |  |  |  |  |  |  |  |  |  |  |  |  |  |  |  |  |  |  |  |  |  |
|        |        | 温方達 | 温方達 | 温方達 | 温方達 | 温方達 | 温方達 |  |  | 温方義 | 温方義 | 温方義 | 温方義 | 温方義 | 温方義 |        |        | 温方山 | 温方山 | 温方山 | 温方山 | 温方山 | 温方山 |  |  | 温方施 | 温方施 | 温方施 | 温方施 | 温方施 | 温方施 |  |  | 温方悟 | 温方悟 | 温方悟 | 温方悟 | 温方悟 | 温方悟 |  |  |  |  |  |  |  |  |  |  |  |  |  |  |  |  |  |  |  |  |  |  |  |  |  |  |  |  |  |  |  |  |
| 袁崇煥 | 袁崇煥 | 袁崇煥 | 袁崇煥 | 袁崇煥 | 袁崇煥 |        |        |  |  | 夏雪宜 | 夏雪宜 | 夏雪宜 | 夏雪宜 | 夏雪宜 | 夏雪宜 |        |        | 温儀   | 温儀   | 温儀   | 温儀   | 温儀   | 温儀   |  |  |        |        |        |        |        |        |  |  |        |        |        |        |        |        |  |  |  |  |  |  |  |  |  |  |  |  |  |  |  |  |  |  |  |  |  |  |  |  |  |  |  |  |  |  |  |  |
| 袁崇煥 | 袁崇煥 | 袁崇煥 | 袁崇煥 | 袁崇煥 | 袁崇煥 |        |        |  |  | 夏雪宜 | 夏雪宜 | 夏雪宜 | 夏雪宜 | 夏雪宜 | 夏雪宜 |        |        | 温儀   | 温儀   | 温儀   | 温儀   | 温儀   | 温儀   |  |  |        |        |        |        |        |        |  |  |        |        |        |        |        |        |  |  |  |  |  |  |  |  |  |  |  |  |  |  |  |  |  |  |  |  |  |  |  |  |  |  |  |  |  |  |  |  |
|        |        |        |        |        |        |        |        |  |  |        |        |        |        |        |        |        |        |        |        |        |        |        |        |  |  |        |        |        |        |        |        |  |  |        |        |        |        |        |        |  |  |  |  |  |  |  |  |  |  |  |  |  |  |  |  |  |  |  |  |  |  |  |  |  |  |  |  |  |  |  |  |
| 袁承志 | 袁承志 | 袁承志 | 袁承志 | 袁承志 | 袁承志 |        |        |  |  |        |        |        |        | 夏青青 | 夏青青 | 夏青青 | 夏青青 | 夏青青 | 夏青青 |        |        |        |        |  |  |        |        |        |        |        |        |  |  |        |        |        |        |        |        |  |  |  |  |  |  |  |  |  |  |  |  |  |  |  |  |  |  |  |  |  |  |  |  |  |  |  |  |  |  |  |  |
| 袁承志 | 袁承志 | 袁承志 | 袁承志 | 袁承志 | 袁承志 |        |        |  |  |        |        |        |        | 夏青青 | 夏青青 | 夏青青 | 夏青青 | 夏青青 | 夏青青 |        |        |        |        |  |  |        |        |        |        |        |        |  |  |        |        |        |        |        |        |  |  |  |  |  |  |  |  |  |  |  |  |  |  |  |  |  |  |  |  |  |  |  |  |  |  |  |  |  |  |  |  |

## 演じた俳優
映画
- チョウ・ダーワー 『碧血剣』 1958年 香港
- 郭追 『碧血剣』 1981年 香港
- ユン・ピョウ（元彪） 『ユン・ピョウ IN 妖刀秘伝』（原題：新碧血劍） 1993年 香港

テレビドラマ
- 陳強 『碧血剣』 1977 佳芸電視 香港
- フェリックス・ウォン（黄日華） 『碧血剣』 1985 TVB 香港
- ラム・カートン 『碧血剣』 2000 TVB 香港
- ボビー・ドウ 『碧血剣』 2007年 中央電視台（CCTV） 中国